# 竹峰流
竹峰流（ちくほうりゅう）は書道の流派の一つ。

## 概要
1980年頃、創始者望月秋羅によって生み出された書道の流派の一つ。
特徴
- 文字または絵に、独特の見事なかすれが生じ、風情・趣が得られる
- 和紙または色紙等に描くと、美麗で力強い書体や絵等が描ける。
- 竹筆は竹の根を加工したもので、相当回数しようしても、摩耗せず、長く使用可能。
- 竹筆の節により、墨汁の流れ落ちを制約し、墨もちを維持している。

## 評価
ヨーロッパから、斬新さ・格調の高さ・芸術性の高さから世界的に認められ、高い評価をうける。
竹峰流書家による受賞歴
- オーストリア ウィーン宮廷芸術名誉市民
- 北京故宮博物館「日本、中国、タイ合同美術展」芸術大賞
- 日仏現代美術博（ルーヴル美術館）大ルーヴル宮栄光賞
- ハワイ・イオンド大学名誉博士
- タイ国シラパコーン大学名誉教授　など